# Schwerstedt (Am Ettersberg)
Schwerstedt ist ein Ortsteil der Landgemeinde Am Ettersberg im Landkreis Weimarer Land.

## Geografie
Schwerstedt liegt im Thüringer Becken etwa zehn Kilometer nördlich von Weimar auf einer Höhe von etwa 200 Metern. Die Umgebung des Ortes wird überwiegend landwirtschaftlich genutzt. Im Norden des Ortes befindet sich mit dem Speicher Schwerstedt ein Rückhaltebecken, das aus dem Bach Lache gespeist wird und dem Hochwasserschutz, der Bewässerung und der Erholung dient. Bei der Aufstauung zur DDR-Zeit ging ein Teil des Schlossparks verloren.

## Geschichte
Erstmals wurde Schwerstedt als Suegerstete in einem Güterverzeichnis der Reichsabtei Hersfeld vor 802 erwähnt. Damit ist Schwerstedt einer der ältesten Orte des Kreises. Der Ortsname lässt sich vom althochdeutschen Sweigari (= Schweinehirt) ableiten.

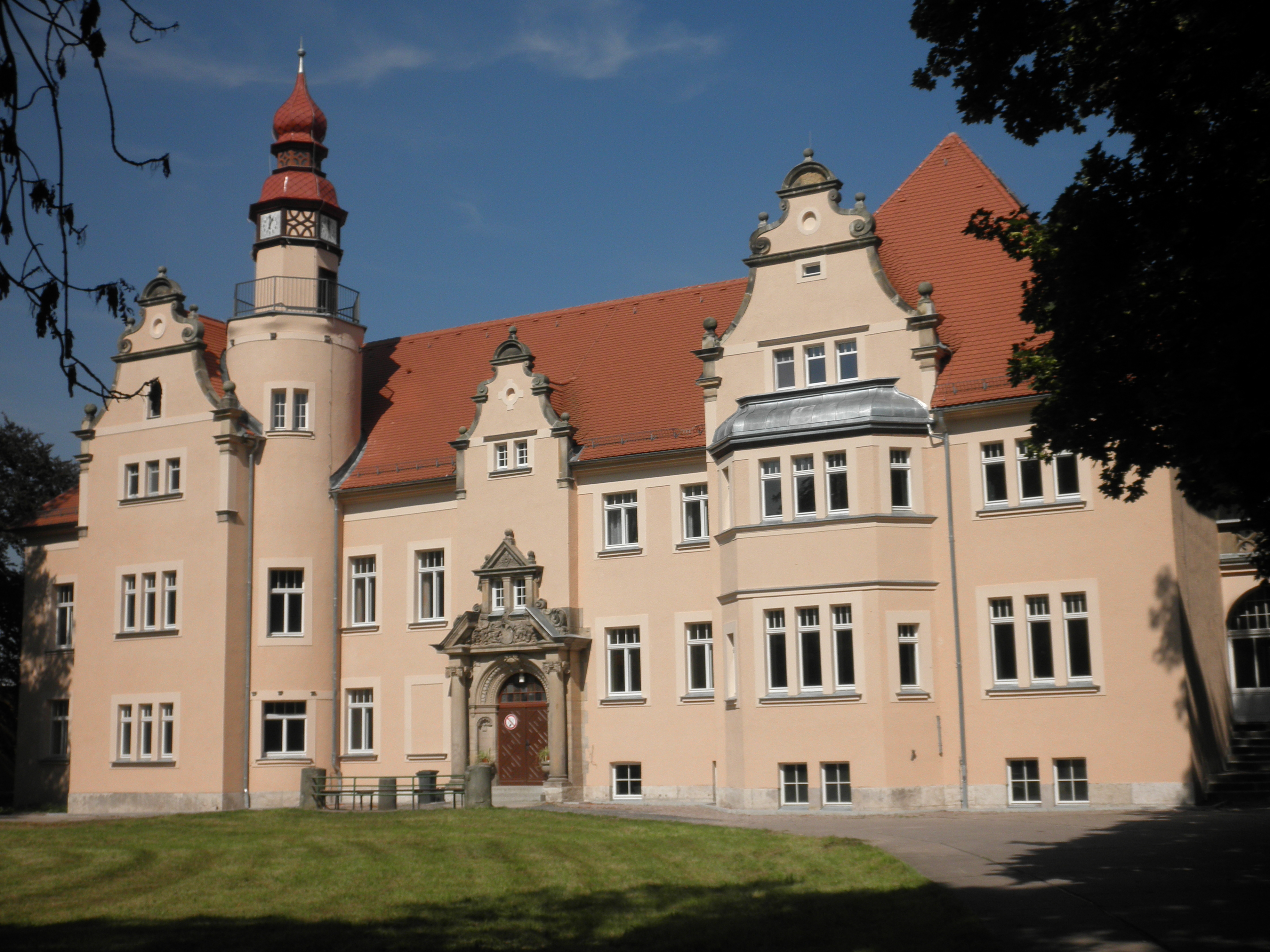
Ehemaliges Schloss

Die Herren von Schwerstedt wurden 1247 und 1302 erwähnt. Sie waren vielleicht die Verwalter der Wasserburg, die im Bereich des späteren Rittergutes im Nordwesten des Ortes lag. Einige stabile Gebäude und erhaltene Mauern gehen wohl noch auf die Veste zurück. Die Burgmannen schützten neben Land und Leuten die vorbeiführende Via Regia.
Mehrheitlich ernährte sich die Bevölkerung von der Landwirtschaft. Im 16. Jahrhundert ist Waidanbau nachweisbar. Zum Ende des 19. Jahrhunderts hin sorgte Imkerei für die Bekanntheit des Ortes. Zum ortsansässigen Rittergut gehörte eine Brauerei und später auch eine Brennerei. Der Ort wurde im Dreißigjährigen Krieg zerstört. Auch die Pest brach mehrfach in Schwerstedt aus.
Unter der sowjetischen Besatzung wurde 1945 die Familie von Helldorff, der das Schloss, der Schlosspark und das Rittergut mit etwa 500 Hektar gehörten, entschädigungslos enteignet. Der Gutsverwalter wurde vom NKWD abgeholt und kehrte nicht wieder zurück. Die Familie von Helldorff ging nach Westdeutschland. Nach der Wende kam eine Tochter des letzten Schloss- und Gutsbesitzers wieder nach Schwerstedt, nahm ihren Wohnsitz in der „Villa“ und erwarb einen Teil des Gutes zurück.
In Schwerstedt befand sich zu DDR-Zeiten die Landwirtschaftsschule für den Kreis Weimar-Land, die im alten Schloss einquartiert war. Heute wird die Einrichtung als Staatliche Berufsbildende Schule für landwirtschaftliche Berufe in Thüringen genutzt. Ungefähr 80 Beschäftigte bilden insgesamt ca. 1800 Schüler und Lehrlinge pro Jahr aus.
Am 1. Januar 2019 wurde die Gemeinde Schwerstedt mit weiteren Gemeinden der Verwaltungsgemeinschaft Nordkreis Weimar zur Landgemeinde Am Ettersberg zusammengeschlossen.

## Politik
Der Gemeinderat bestand aus sechs Mitgliedern:
- Feuerwehrverein Schwerstedt e. V.: 5 Sitze
- CDU: 1 Sitz

(Stand: Kommunalwahl am 7. Juni 2009.)

## Sehenswürdigkeiten

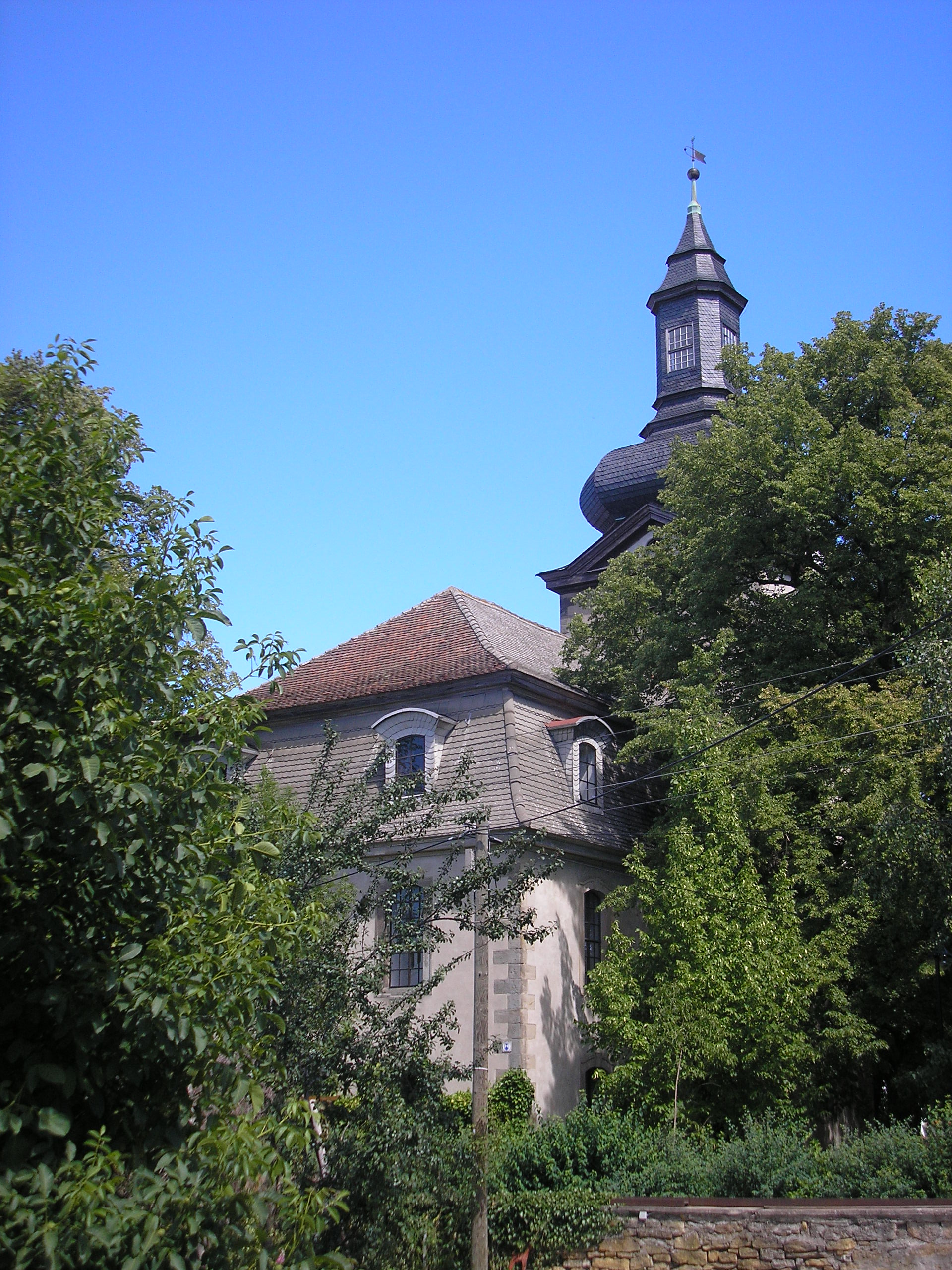
Die Rokoko-Dorfkirche St.-Peter-und-Paul ist von alten Bäumen umgeben

Folgende Objekte sind nach der Denkmalliste des Kreises Weimarer Land denkmalgeschützt:
- Kirche mit Kirchhof (Baumbestand, keine Gräber mehr). Die Kanzelwand und das Taufgestell in der Kirche werden auf 1751–1775 datiert.
- ehemalige Schule, Nr. 38
- ehemaliges Schloss / Herrenhaus, Nr. 90 (Lage→)

Des Weiteren sind die Gebäude Nr. 89, 90 und 90b und der Park des ehemaligen Gutes als Denkmalensemble geschützt.
Am Eingang zum Friedhof findet sich ein Denkmal für die 14 im Ersten Weltkrieg gefallenen Schwerstedter, darunter der Generalmajor Wolf von Helldorff. Über den Namen die Inschrift: „Die Heimat schirmend fielen im Weltkrieg“.
Durch Schwerstedt führt der Laura-Radweg.

## Persönlichkeiten
- Friedrich Weißensee (ca. 1560–1622), Komponist
- Hans Ranke (1888–1941), Lehrer und Heimatforscher